# Breeders Crown (Nordamerika)
Breeders Crown är en årlig trav- och passgångsserie för varmblodshästar som körs på olika travbanor i USA och Kanada. Serien instiftades 1984 av Hambletonian Society, som bland annat arrangerar loppet Hambletonian Stakes.
Serien är indelad på gångart, ålder och kön, och innehåller sex lopp per gångart: "tvååriga ston", "tvååriga hingstar/valacker", "treåriga ston", "treåriga hingstar/valacker", "öppen klass för ston" och "öppen klass för hingstar/valacker".
Även i Sverige körs en serie med samma namn och liknande upplägg.

## Historia
Under de 15 första åren så hölls tävlingarna på diverse banor i Nordamerika. Efter 1998 har seriens lopp roterat mellan banorna Meadowlands (nära New York), The Downs at Mohegan Sun Pocono (i Wilkes-Barre, Pennsylvania), samt Woodbine Racetrack och Mohawk Racetrack (nära Toronto). Under 2017 kördes loppen på Hoosier Park (nära Indianapolis).

## Lista över lopp
| Travlopp                               | Travlopp                                       | Passgångslopp                          | Passgångslopp                              |
| Titel                                  | Notering                                       | Titel                                  | Notering                                   |
| -------------------------------------- | ---------------------------------------------- | -------------------------------------- | ------------------------------------------ |
| Breeders Crown 2YO Filly Trot          |                                                | Breeders Crown 2YO Filly Pace          |                                            |
| Breeders Crown 2YO Colt & Gelding Trot |                                                | Breeders Crown 2YO Colt & Gelding Pace |                                            |
| Breeders Crown 3YO Filly Trot          | Kvallopp till John Simpson Sr. Memorial Trophy | Breeders Crown 3YO Filly Pace          | Kvallopp till Max C. Hempt Memorial Trophy |
| Breeders Crown 3YO Colt & Gelding Trot | Kvallopp till John Cashman Jr. Memorial Trophy | Breeders Crown 3YO Colt & Gelding Pace | Kvallopp till H.A. Grant Memorial Trophy   |
| Breeders Crown Open Mare Trot          |                                                | Breeders Crown Open Mare Pace          |                                            |
| Breeders Crown Open Trot               |                                                | Breeders Crown Open Pace               |                                            |

## Banor för Breeders Crown
| År   | 2YO C&G Pace                    | 2YO C&G Trot                    | 2YO F Pace                      | 2YO F Trot                      | 3YO C&G Pace                    | 3YO C&G Trot                    | 3YO F Pace                      | 3YO F Trot                      | Open Mare Pace                  | Open Mare Trot                  | Open Pace                       | Open Trot                       |
| ---- | ------------------------------- | ------------------------------- | ------------------------------- | ------------------------------- | ------------------------------- | ------------------------------- | ------------------------------- | ------------------------------- | ------------------------------- | ------------------------------- | ------------------------------- | ------------------------------- |
| 2023 | Hoosier Park                    | Hoosier Park                    | Hoosier Park                    | Hoosier Park                    | Hoosier Park                    | Hoosier Park                    | Hoosier Park                    | Hoosier Park                    | Hoosier Park                    | Hoosier Park                    | Hoosier Park                    | Hoosier Park                    |
| 2022 | Woodbine Racetrack              | Woodbine Racetrack              | Woodbine Racetrack              | Woodbine Racetrack              | Woodbine Racetrack              | Woodbine Racetrack              | Woodbine Racetrack              | Woodbine Racetrack              | Woodbine Racetrack              | Woodbine Racetrack              | Woodbine Racetrack              | Woodbine Racetrack              |
| 2021 | Meadowlands Racetrack           | Meadowlands Racetrack           | Meadowlands Racetrack           | Meadowlands Racetrack           | Meadowlands Racetrack           | Meadowlands Racetrack           | Meadowlands Racetrack           | Meadowlands Racetrack           | Meadowlands Racetrack           | Meadowlands Racetrack           | Meadowlands Racetrack           | Meadowlands Racetrack           |
| 2020 | Hoosier Park                    | Hoosier Park                    | Hoosier Park                    | Hoosier Park                    | Hoosier Park                    | Hoosier Park                    | Hoosier Park                    | Hoosier Park                    | Hoosier Park                    | Hoosier Park                    | Hoosier Park                    | Hoosier Park                    |
| 2019 | Woodbine Mohawk Park            | Woodbine Mohawk Park            | Woodbine Mohawk Park            | Woodbine Mohawk Park            | Woodbine Mohawk Park            | Woodbine Mohawk Park            | Woodbine Mohawk Park            | Woodbine Mohawk Park            | Woodbine Mohawk Park            | Woodbine Mohawk Park            | Woodbine Mohawk Park            | Woodbine Mohawk Park            |
| 2018 | The Downs at Mohegan Sun Pocono | The Downs at Mohegan Sun Pocono | The Downs at Mohegan Sun Pocono | The Downs at Mohegan Sun Pocono | The Downs at Mohegan Sun Pocono | The Downs at Mohegan Sun Pocono | The Downs at Mohegan Sun Pocono | The Downs at Mohegan Sun Pocono | The Downs at Mohegan Sun Pocono | The Downs at Mohegan Sun Pocono | The Downs at Mohegan Sun Pocono | The Downs at Mohegan Sun Pocono |
| 2017 | Hoosier Park                    | Hoosier Park                    | Hoosier Park                    | Hoosier Park                    | Hoosier Park                    | Hoosier Park                    | Hoosier Park                    | Hoosier Park                    | Hoosier Park                    | Hoosier Park                    | Hoosier Park                    | Hoosier Park                    |
| 2016 | Meadowlands Racetrack           | Meadowlands Racetrack           | Meadowlands Racetrack           | Meadowlands Racetrack           | Meadowlands Racetrack           | Meadowlands Racetrack           | Meadowlands Racetrack           | Meadowlands Racetrack           | Meadowlands Racetrack           | Meadowlands Racetrack           | Meadowlands Racetrack           | Meadowlands Racetrack           |
| 2015 | Woodbine Racetrack              | Woodbine Racetrack              | Woodbine Racetrack              | Woodbine Racetrack              | Woodbine Racetrack              | Woodbine Racetrack              | Woodbine Racetrack              | Woodbine Racetrack              | Woodbine Racetrack              | Woodbine Racetrack              | Woodbine Racetrack              | Woodbine Racetrack              |
| 2014 | Meadowlands Racetrack           | Meadowlands Racetrack           | Meadowlands Racetrack           | Meadowlands Racetrack           | Meadowlands Racetrack           | Meadowlands Racetrack           | Meadowlands Racetrack           | Meadowlands Racetrack           | Meadowlands Racetrack           | Meadowlands Racetrack           | Meadowlands Racetrack           | Meadowlands Racetrack           |
| 2013 | The Downs at Mohegan Sun Pocono | The Downs at Mohegan Sun Pocono | The Downs at Mohegan Sun Pocono | The Downs at Mohegan Sun Pocono | The Downs at Mohegan Sun Pocono | The Downs at Mohegan Sun Pocono | The Downs at Mohegan Sun Pocono | The Downs at Mohegan Sun Pocono | The Downs at Mohegan Sun Pocono | The Downs at Mohegan Sun Pocono | The Downs at Mohegan Sun Pocono | The Downs at Mohegan Sun Pocono |
| 2012 | Woodbine Racetrack              | Woodbine Racetrack              | Woodbine Racetrack              | Woodbine Racetrack              | Woodbine Racetrack              | Woodbine Racetrack              | Woodbine Racetrack              | Woodbine Racetrack              | Woodbine Racetrack              | Woodbine Racetrack              | Woodbine Racetrack              | Woodbine Racetrack              |
| 2011 | Woodbine Racetrack              | Woodbine Racetrack              | Woodbine Racetrack              | Woodbine Racetrack              | Woodbine Racetrack              | Woodbine Racetrack              | Woodbine Racetrack              | Woodbine Racetrack              | Woodbine Racetrack              | Woodbine Racetrack              | Woodbine Racetrack              | Woodbine Racetrack              |
| 2010 | The Downs at Mohegan Sun Pocono | The Downs at Mohegan Sun Pocono | The Downs at Mohegan Sun Pocono | The Downs at Mohegan Sun Pocono | The Downs at Mohegan Sun Pocono | The Downs at Mohegan Sun Pocono | The Downs at Mohegan Sun Pocono | The Downs at Mohegan Sun Pocono | The Downs at Mohegan Sun Pocono | The Downs at Mohegan Sun Pocono | The Downs at Mohegan Sun Pocono | The Downs at Mohegan Sun Pocono |
| 2009 | Woodbine Racetrack              | Woodbine Racetrack              | Woodbine Racetrack              | Woodbine Racetrack              | Woodbine Racetrack              | Woodbine Racetrack              | Woodbine Racetrack              | Woodbine Racetrack              | Meadowlands Racetrack           | Meadowlands Racetrack           | Meadowlands Racetrack           | Meadowlands Racetrack           |
| 2008 | Meadowlands Racetrack           | Meadowlands Racetrack           | Meadowlands Racetrack           | Meadowlands Racetrack           | Meadowlands Racetrack           | Meadowlands Racetrack           | Meadowlands Racetrack           | Meadowlands Racetrack           | Mohawk Racetrack                | Mohawk Racetrack                | Mohawk Racetrack                | Mohawk Racetrack                |
| 2007 | Meadowlands Racetrack           | Meadowlands Racetrack           | Meadowlands Racetrack           | Meadowlands Racetrack           | Meadowlands Racetrack           | Meadowlands Racetrack           | Meadowlands Racetrack           | Meadowlands Racetrack           | Mohawk Racetrack                | Mohawk Racetrack                | Mohawk Racetrack                | Mohawk Racetrack                |
| 2006 | Woodbine Racetrack              | Woodbine Racetrack              | Woodbine Racetrack              | Woodbine Racetrack              | Woodbine Racetrack              | Woodbine Racetrack              | Woodbine Racetrack              | Woodbine Racetrack              | Meadowlands Racetrack           | Meadowlands Racetrack           | Meadowlands Racetrack           | Meadowlands Racetrack           |
| 2005 | Meadowlands Racetrack           | Meadowlands Racetrack           | Meadowlands Racetrack           | Meadowlands Racetrack           | Meadowlands Racetrack           | Meadowlands Racetrack           | Meadowlands Racetrack           | Meadowlands Racetrack           | Mohawk Racetrack                | Mohawk Racetrack                | Mohawk Racetrack                | Mohawk Racetrack                |
| 2004 | Woodbine Racetrack              | Woodbine Racetrack              | Woodbine Racetrack              | Woodbine Racetrack              | Woodbine Racetrack              | Woodbine Racetrack              | Woodbine Racetrack              | Woodbine Racetrack              | Meadowlands Racetrack           | Meadowlands Racetrack           | Meadowlands Racetrack           | Meadowlands Racetrack           |
| 2003 | Meadowlands Racetrack           | Meadowlands Racetrack           | Meadowlands Racetrack           | Meadowlands Racetrack           | Meadowlands Racetrack           | Meadowlands Racetrack           | Meadowlands Racetrack           | Meadowlands Racetrack           | Woodbine Racetrack              | Kördes ej 1996-2003             | Woodbine Racetrack              | Woodbine Racetrack              |
| 2002 | Woodbine Racetrack              | Woodbine Racetrack              | Woodbine Racetrack              | Woodbine Racetrack              | Woodbine Racetrack              | Woodbine Racetrack              | Woodbine Racetrack              | Woodbine Racetrack              | Meadowlands Racetrack           | Kördes ej 1996-2003             | Meadowlands Racetrack           | Meadowlands Racetrack           |
| 2001 | Woodbine Racetrack              | Woodbine Racetrack              | Woodbine Racetrack              | Woodbine Racetrack              | Woodbine Racetrack              | Woodbine Racetrack              | Woodbine Racetrack              | Woodbine Racetrack              | Meadowlands Racetrack           | Kördes ej 1996-2003             | Meadowlands Racetrack           | Meadowlands Racetrack           |
| 2000 | Mohawk Racetrack                | Mohawk Racetrack                | Mohawk Racetrack                | Mohawk Racetrack                | Mohawk Racetrack                | Mohawk Racetrack                | Mohawk Racetrack                | Mohawk Racetrack                | Meadowlands Racetrack           | Kördes ej 1996-2003             | Meadowlands Racetrack           | Meadowlands Racetrack           |
| 1999 | Woodbine Racetrack              | Woodbine Racetrack              | Woodbine Racetrack              | Woodbine Racetrack              | Woodbine Racetrack              | Woodbine Racetrack              | Woodbine Racetrack              | Woodbine Racetrack              | Meadowlands Racetrack           | Kördes ej 1996-2003             | Meadowlands Racetrack           | Meadowlands Racetrack           |
| 1998 | Colonial Downs                  | Colonial Downs                  | Colonial Downs                  | Colonial Downs                  | Colonial Downs                  | Colonial Downs                  | Colonial Downs                  | Colonial Downs                  | Meadowlands Racetrack           | Kördes ej 1996-2003             | Meadowlands Racetrack           | Meadowlands Racetrack           |
| 1997 | Mohawk Racetrack                | Mohawk Racetrack                | Mohawk Racetrack                | Mohawk Racetrack                | Mohawk Racetrack                | Mohawk Racetrack                | Mohawk Racetrack                | Mohawk Racetrack                | Meadowlands Racetrack           | Kördes ej 1996-2003             | Meadowlands Racetrack           | Meadowlands Racetrack           |
| 1996 | Mohawk Racetrack                | Mohawk Racetrack                | Mohawk Racetrack                | Mohawk Racetrack                | Yonkers Raceway                 | Vernon Downs                    | Yonkers Raceway                 | Vernon Downs                    | Meadowlands Racetrack           | Kördes ej 1996-2003             | Meadowlands Racetrack           | Meadowlands Racetrack           |
| 1995 | Garden State Park               | Garden State Park               | Garden State Park               | Garden State Park               | Woodbine Racetrack              | Woodbine Racetrack              | Woodbine Racetrack              | Woodbine Racetrack              | Northfield Park                 | Delaware County Fairgrounds     | Northfield Park                 | Delaware County Fairgrounds     |
| 1994 | Woodbine Racetrack              | Woodbine Racetrack              | Woodbine Racetrack              | Woodbine Racetrack              | Garden State Park               | Garden State Park               | Garden State Park               | Garden State Park               | Freehold Raceway                | Freehold Raceway                | Freehold Raceway                | Freehold Raceway                |
| 1993 | Freehold Raceway                | Pompano Harness                 | Freehold Raceway                | Pompano Harness                 | Freehold Raceway                | Pompano Harness                 | Freehold Raceway                | Pompano Harness                 | Mohawk Racetrack                | Mohawk Racetrack                | Mohawk Racetrack                | Mohawk Racetrack                |
| 1992 | Pompano Harness                 | Pompano Harness                 | Pompano Harness                 | Pompano Harness                 | Northfield Park                 | Pompano Harness                 | Northfield Park                 | Pompano Harness                 | Mohawk Racetrack                | Mohawk Racetrack                | Mohawk Racetrack                | Mohawk Racetrack                |
| 1991 | Pompano Harness                 | Pompano Harness                 | Pompano Harness                 | Pompano Harness                 | Pompano Harness                 | Pompano Harness                 | Pompano Harness                 | Pompano Harness                 | The Meadows                     | The Meadows                     | The Meadows                     | The Meadows                     |
| 1990 | Pompano Harness                 | Pompano Harness                 | Pompano Harness                 | Pompano Harness                 | Pompano Harness                 | Pompano Harness                 | Pompano Harness                 | Pompano Harness                 | Pompano Harness                 | Pompano Harness                 | Pompano Harness                 | Pompano Harness                 |
| 1989 | Pompano Harness                 | Pompano Harness                 | Pompano Harness                 | Pompano Harness                 | Pompano Harness                 | Pompano Harness                 | Pompano Harness                 | Pompano Harness                 | Northfield Park                 | Blue Bonnets                    | Freehold Raceway                | Freestate Raceway               |
| 1988 | Pompano Harness                 | Pompano Harness                 | Pompano Harness                 | Pompano Harness                 | Mohawk Racetrack                | The Meadows                     | Hazel Park Raceway              | Rosecroft Raceway               | Meadowlands Racetrack           | Batavia Downs                   | Scioto Downs                    | Saratoga Harness                |
| 1987 | Rosecroft Raceway               | Mohawk Racetrack                | Freestate Raceway               | Hazel Park Harness              | Pompano Harness                 | Pompano Harness                 | Pompano Harness                 | Pompano Harness                 | The Red Mile                    | Northfield Park                 | Roosevelt Raceway               | Meadowlands Racetrack           |
| 1986 | Garden State Park               | Pompano Harness                 | Rosecroft Raceway               | Canterbury Downs                | Garden State Park               | Garden State Park               | Garden State Park               | Freehold Raceway                | Greenwood Raceway               | Scioto Downs                    | Los Alamitos                    | Louisville Downs                |
| 1985 | Rosecroft Raceway               | The Meadows                     | Yonkers Raceway                 | Garden State Park               | Garden State Park               | Mohawk Racetrack                | Northlands Park                 | Pompano Harness                 | Kördes ej 1984-85               | Kördes ej 1984-85               | Freestate Raceway               | Sportsman's Park                |
| 1984 | The Meadows                     | The Red Mile                    | Maywood Park                    | Mohawk Racetrack                | Northlands Park                 | Pompano Harness                 | Liberty Bell Park Racetrack     | Rosecroft Raceway               | Kördes ej 1984-85               | Kördes ej 1984-85               | Kördes ej                       | Kördes ej                       |